# Delphacodes albicollis
Delphacodes albicollis är en insektsart som först beskrevs av De Motschulsky 1863.  Delphacodes albicollis ingår i släktet Delphacodes och familjen sporrstritar. Inga underarter finns listade i Catalogue of Life.